# Robin Greiner
Robin Lewis Greiner (* 24. August 1932 in San José, Kalifornien; † 7. November 2021 in Fresno, Kalifornien) war ein US-amerikanischer Eiskunstläufer.

## Biografie
Robin Greiner wurde 1932 in San José, Kalifornien geboren und zog im Alter von sechs Jahren mit seiner Familie nach Fresno. Dort besuchte er die John Muir Elementary School, später die Hamilton Junior High School und machte 1950 seinen Abschluss an der Fresno High School. Während dieser Zeit begann Greiner mit dem Eislaufen und wurde dabei von Bill und Julie Barrett, Eistanzmeistern, die aus London nach Fresno gezogen waren, trainiert. Mit seiner Partnerin Carol Ormaca gewann er zwischen 1953 und 1956 viermal in Folge die US-amerikanischen Paarmeisterschaften und belegte bei den Weltmeisterschaften zwischen 1954 und 1956 immer den vierten Rang. Bei den Olympischen Winterspielen 1956 in Cortina d’Ampezzo wurden die beiden im Paarlauf Fünfte. Seine beiden internationalen Medaillen gewann das Paar bei den Nordamerikameisterschaften 1953 und 1955.
Nach seinem Rücktritt vom Wettkampfsport war Greiner als Punktrichter bei nationalen Wettkämpfen aktiv. 1965 wurde er in die Fresno County Athletic Hall of Fame aufgenommen und 2014 in die Fresno High School Hall of Fame.
Greiner studierte an der University of California in Berkeley und war Absolvent der Fresno State University. Später machte er eine Ausbildung zum Bestatter in Los Angeles und arbeitete danach in dieser Funktion in Fresno. Später war er 20 Jahre lang für das California Employment Development Department tätig und ging 1994 in den Ruhestand.
Greiner starb am 7. November 2021 in Fresno im Alter von 89 Jahren.